# 댐슨자두
댐슨자두(영어: damson plum 댐전 플럼[*])는 장미과의 나무이다.

## 분포
남아시아(인도, 파키스탄), 서남아시아(아프가니스탄, 이란), 유럽 등지에서 귀화식물이 됐다.

## 같이 보기
- 서양자두나무
- 자두나무